# Selaya
Selaya és un municipi de la Comunitat Autònoma de Cantàbria. Limita al nord i oest amb Villacarriedo, al sud amb Vega de Pas i a l'est amb San Roque de Riomiera. Es troba en la comarca de Pas-Pisueña i pel seu territori discorren els rius Pisueña i Campillo, afluent del primer.

## Localitats
- Bustantegua.
- Campillo.
- Pisueña.
- Selaya (Capital), con 1.513 habitantes en 2006.

## Demografia
| 1900  | 1910  | 1920  | 1930  | 1940  | 1950  | 1960  | 1970  | 1980  | 1990  | 2000  | 2007  |
| ----- | ----- | ----- | ----- | ----- | ----- | ----- | ----- | ----- | ----- | ----- | ----- |
| 1.937 | 1.855 | 2.150 | 2.046 | 2.091 | 2.043 | 1.983 | 2.019 | 1.821 | 2.086 | 2.010 | 1.985 |

Font: INE

## Administració
| Eleccions municipals, 23 de maig de 2003 |      |        |          |
| Partit                                   | Vots | %      | Regidors |
| PRC                                      | 802  | 59,41% | 6        |
| PP                                       | 273  | 20,22% | 2        |
| PSOE                                     | 261  | 19,33% | 1        |

| Eleccions municipals, 27 de maig de 2007 |      |        |          |
| Partit                                   | Vots | %      | Regidors |
| PRC                                      | 719  | 50,88% | 5        |
| PP                                       | 300  | 21,23% | 2        |
| PSOE                                     | 202  | 14,30% | 1        |
| AS                                       | 176  | 12,46% | 1        |